# Formica subnuda
Formica subnuda é uma espécie de formiga do gênero Formica, pertencente à subfamília Formicinae.